# What a Girl Wants
Singles de Christina Aguilera
Genie in a Bottle I Turn to You
What a Girl Wants est le second single de la chanteuse américaine, extrait de son premier album Christina Aguilera. Lancé fin 99, le single atteint la première place du Billboard Hot 100, il s'agit de son deuxième numéro 1. Il s'agit d'une reprise du tube de la chanteuse française Ophélie Winter "Ce que je suis" sorti en 1998.

## Information
Dans la chanson, la chanteuse parle d'un homme qui la soutient dans des moments difficiles. Il s'agit d'une reprise de la version anglaise de la chanteuse française Ophélie Winter.

## Clip
Le clip est réalisé par Diane Martel. La chanteuse se rend avec des amis dans une salle de spectacle et fait une chorégraphie avec ses amies devant leurs copains ravis de cette surprise.

## Version «live»
- 2000 : Bravo Super Show, Disney Sumer Jam, Q102 Radio Philadelphia Concert, On Musica Si, Miss USA
- 2001 : Party In The Park, Caracas Pop Festival
- 2003 :  Stripped World Tour
- 2006-2007 : Back to Basics World Tour
- 2010 : The Early Show

Aguilera remix la chanson en plus hip-hop pour la tournée Stripped World Tour en 2003 et une version plus reggae pour celle du Back to Basics Tour en 2006-2007.

## Reprises et bande originale
What a Girl Wants est une reprise du titre Ce que je suis d'Ophélie Winter datant de 1998 et apparaissant sur l'album Privacy. Ce que je suis sort en single en 2000 et atteint la 75e place des classements français. La version anglophone d'Ophélie Winter s'intitule What A Girl Needs et se trouve en 1998 sur la version anglaise de son album Privacy
Dans la série d'albums Kidz Bop, la chanson est reprise par les enfants sur leur premier album Kidz Bop 1. Dans l'épisode Mash-Up de la série télévisée Glee, Lea Michele reprend What a Girl Wants accompagnée par une guitare.
La chanson apparaît en 2000 dans la comédie romantique Ce que veulent les femmes (What Women Want) avec Mel Gibson et Helen Hunt.

## Awards
| Année | Cérémonie              | Award                             | Résultat |
| ----- | ---------------------- | --------------------------------- | -------- |
| 2000  | BMI Award              | Best Song                         | Gagné    |
| 2000  | Billboard Music Awards | Female Artist of the Year         | Gagné    |
| 2000  | Teen Magazine Award    | Best Female Artist                | Gagné    |
| 2000  | Teen Magazine Award    | Best Girl-Power Song              | Gagné    |
| 2000  | Teen Choice Awards     | Choice Music: Single              | Proposé  |
| 2000  | Teen Choice Awards     | Choice Love Song                  | Proposé  |
| 2000  | MTV Video Music Awards | Best Female Video                 | Proposé  |
| 2000  | MTV Video Music Awards | Best Pop Video                    | Proposé  |
| 2000  | MTV Video Music Awards | Best New Artist in a Video        | Proposé  |
| 2000  | MTV Video Music Awards | Viewer's Choice                   | Proposé  |
| 2000  | MTV Video Music Awards | Best Choreography In A Video      | Proposé  |
| 2001  | Grammy Awards          | Best Female Pop Vocal Performance | Proposé  |

## Classements hebdomadaires
| Classement (1990-2000)                       | Meilleure position |
| -------------------------------------------- | ------------------ |
| États-Unis - Billboard Hot 100               | 1                  |
| États-Unis - Billboard Pop 100               | 1                  |
| États-Unis - Billboard Top 40 Mainstream     | 1                  |
| États-Unis - Billboard Rhythmic Top 40       | 1                  |
| États-Unis - Billboard Top 40 Tracks         | 1                  |
| États-Unis - Billboard Hot Dance Music Song  | 2                  |
| Australie - Australian ARIA Singles Chart    | 5                  |
| Autriche - Austrian Singles Chart            | 22                 |
| Belgique - Belgian Singles Chart             | 8                  |
| Canada - Canadian Singles Chart              | 5                  |
| Pays-Bas - Dutch Top 40                      | 9                  |
| Europe - Eurochart Hot 100 Singles           | 8                  |
| Allemagne - German Singles Chart             | 18                 |
| France - French Singles Chart                | 11                 |
| Irlande - Irish Singles Chart                | 7                  |
| Nouvelle-Zélande - New Zealand Singles Chart | 1                  |
| Finlande - Finnish Singles Chart             | 12                 |
| Italie - Italian Singles Chart               | 20                 |
| Suède - Swedish Singles Chart                | 24                 |
| Suisse - Swiss Singles Chart                 | 17                 |
| Royaume-Uni - UK Singles Chart               | 3                  |
| - United World Chart                         | 1                  |
| - Ventes (Single & Airplay)                  | 4 267 000          |